# Nikolaï Mikhaïlovitch Kharlamov
Pour les articles homonymes, voir Kharlamov.
Nikolaï Mikhaïlovitch Kharlamov (russe : Никола́й Миха́йлович Харла́мов), né le 19 décembre 1905 à Joukovka dans l'Empire russe et décédé le 9 avril 1983 à Moscou en Union soviétique, est un chef militaire et amiral soviétique.

## Biographie
Kharlamov naît dans la ville de Joukovka dans le gouvernorat d'Orel en 1905.
En 1922, il rejoint la marine soviétique et en 1925, il devient membre du Parti communiste de l'Union soviétique. De 1924 à 1928, il étudie à l'école politique navale Rochal et à l'académie militaire Frounze.
À partir d'octobre 1928, Kharlamov rejoint la flotte de la mer Noire où il sert comme officier de quart et responsable des approvisionnements du destroyer Dzerjinski, artilleur et commandant adjoint du destroyer Frounze, et commandant des destroyers Dzerjinski, Bodry et du croiseur Vorochilov. En février 1938, il est nommé chef d'état-major de la flotte de la mer Noire.
Il est diplômé des cours de formation avancée pour officiers supérieurs de l'académie navale Vorochilov et du Département naval de l'académie militaire de l'état-major en 1941. À partir d'avril 1941, il est chef de la direction de l'entraînement au combat de la marine.
À la suite du déclenchement de l'opération Barbarossa en juin 1941, Kharlamov est envoyé en Grande-Bretagne et aux États-Unis dans le cadre d'une mission militaire soviétique dirigée par le général Filipp Golikov. À Londres le 20 juillet 1941, il est nommé attaché naval à l'ambassade soviétique en Grande-Bretagne et demeure à ce poste jusqu'en octobre 1944.
Il s'avère être une personne affirmée et pleine de tact, réussissant à établir une interaction efficace avec les cercles militaires britanniques (ainsi qu'avec les dirigeants du MI6) et fournissant aux dirigeants soviétiques une quantité importante d'informations de renseignement.
Kharlamov assure la communication avec l'Amirauté britannique, y compris l'organisation de convois de l'Arctique vers la ville portuaire soviétique de Mourmansk. Il contribue de manière significative à la planification de l'ouverture du second front en Europe et participe à l'opération Overlord alors qu'il est à bord de l'un des navires participant à l'opération,,.
À partir du 20 novembre 1944, il est chef de département et chef adjoint de l'état-major principal de la marine.
Après la guerre, Kharlamov est chef adjoint de l'état-major général des forces armées pour les forces navales de 1946 à 1950 et commandant de la 8e flotte de la flotte de la Baltique de 1950 à 1954. En juillet 1956, il est nommé chef du département naval de l'Académie militaire supérieure Vorochilov. De novembre 1956 à mai 1959, il sert comme commandant de la flotte de la Baltique.
En mai 1959, il est envoyé en Chine où il sert comme spécialiste militaire dans la marine de l'armée populaire de libération. De 1961 à 1971, il occupe un poste de responsabilité au sein de l'Office central de la marine et est en même temps président du Comité scientifique et technique naval de la marine. Kharlamov prend sa retraite militaire en août 1971.
Il fut également député du peuple aux 4e et 5e sessions de convocation du Soviet suprême de l'Union soviétique de 1954 à 1962.
Kharlamov décède le 9 avril 1983 et repose au cimetière de Kountsevo à Moscou.

## Promotions
- Komandarm de 1er rang de la marine soviétique : 15 décembre 1936[6]
- Contre-amiral de la marine soviétique : 4 juin 1940
- Vice-amiral de la marine soviétique : 21 juillet 1944
- Amiral de la marine soviétique : 11 mai 1949

## Récompenses et décorations

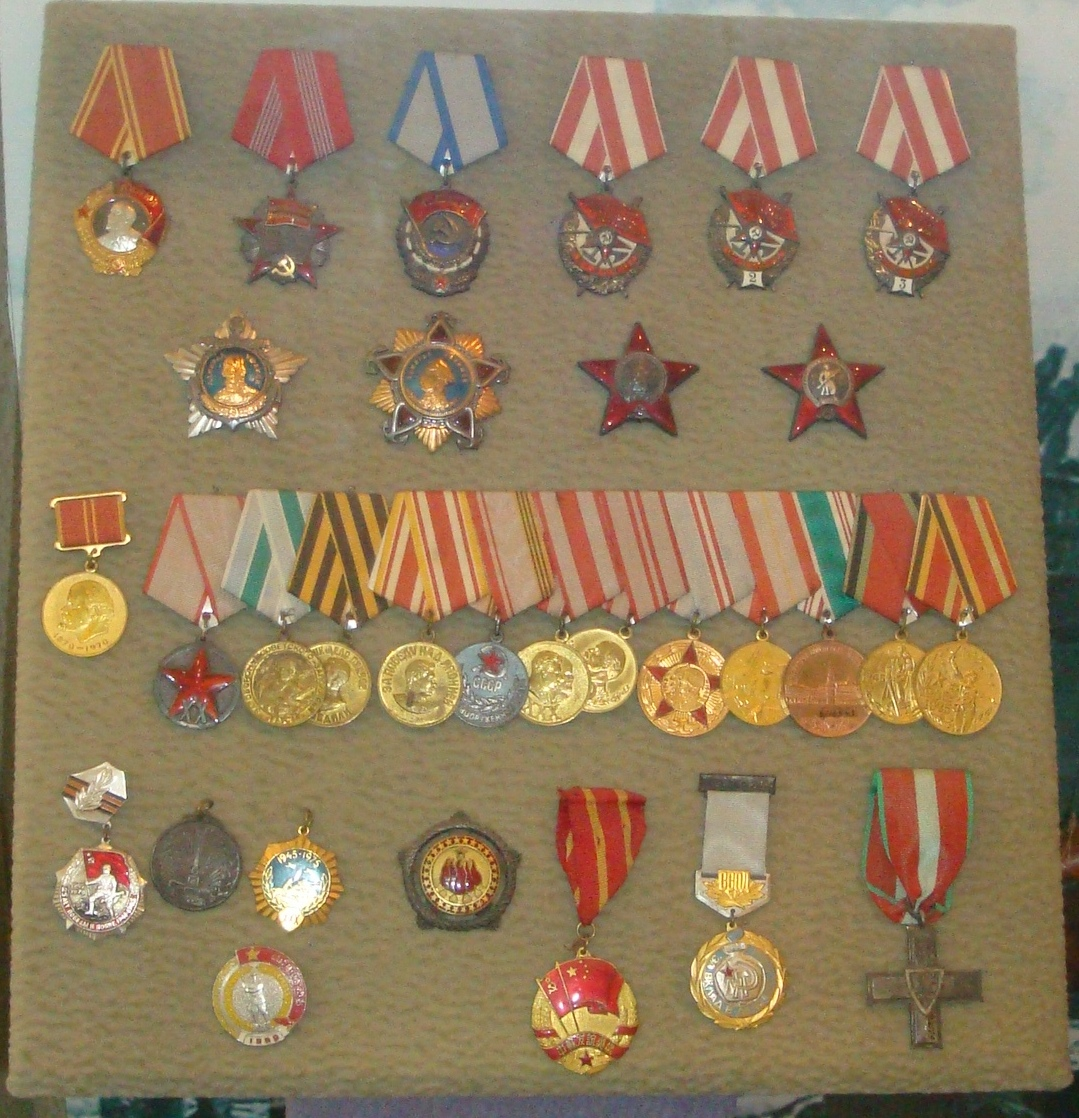
Récompenses de Kharlamov exposées au musée central des forces armées de Moscou.

## Récompenses et décorations[7]

### Union soviétique
|  | Ordre de Lénine (1947)                                                                               |
|  | Ordre de la révolution d'Octobre (1975)                                                              |
|  | Ordre du Drapeau rouge (à trois reprises : 1944, 3 novembre 1944, 1953)                              |
|  | Ordre d'Ouchakov, 1re classe (28 juin 1945)                                                          |
|  | Ordre de Nakhimov, 1re classe (14 septembre 1945)                                                    |
|  | Ordre du Drapeau rouge du Travail                                                                    |
|  | Ordre de l'Étoile rouge (à deux reprises : 1938, 1965)                                               |
|  | Médaille pour la défense du Transarctique Soviétique (1944)                                          |
|  | Médaille pour la victoire sur l'Allemagne dans la Grande Guerre patriotique de 1941-1945 (1945)      |
|  | Médaille pour la victoire sur le Japon (1945)                                                        |
|  | Médaille du 20e anniversaire de la Victoire sur l'Allemagne (en) (1965)                              |
|  | Médaille du 30e anniversaire de la Victoire sur l'Allemagne (1975)                                   |
|  | Médaille des Vétérans des Forces armées de l'URSS (en) (1976)                                        |
|  | Médaille en commémoration du 100e anniversaire de la naissance de Vladimir Ilitch Lénine (en) (1969) |
|  | Médaille des 20 ans de l'Armée rouge des ouvriers et paysans (1938)                                  |
|  | Médaille des 30 ans de l'Armée et de la Marine soviétique (en) (1948)                                |
|  | Médaille des 40 ans des Forces armées de l'URSS (en) (1958)                                          |
|  | Médaille des 50 ans des Forces armées de l'URSS (en) (1968)                                          |
|  | Médaille des 60 ans des Forces armées de l'URSS (en) (1978)                                          |
|  | Médaille en commémoration du 800e anniversaire de Moscou (en) (1947)                                 |
|  | Médaille en commémoration du 250e anniversaire de Léningrad (en) (1957)                              |

### À l'étranger
|  | Médaille de l'Amitié sino-soviétique (en) (Chine)              |
|  | Médaille pour la Libération de la Corée (Corée du Nord)        |
|  | Ordre de la Croix de Grunwald, 3e classe (Pologne)             |
|  | Ordre de la Fraternité et de l'Unité, 1re classe (Yougoslavie) |

### Postérité
Un destroyer de la classe Oudaloï de la marine soviétique puis russe nommé en son honneur, l'Amiral Kharlamov, est mise en service le 1er avril 1990 et affecté à la flotte du Nord. Le destroyer est retiré du service le 2 décembre 2020.